# 2MASS J01253689-3435049
2MASS J01253689-3435049 ist ein Brauner Zwerg im Sternbild Bildhauer. Er wurde 2003 von Tim R. Kendall et al. entdeckt und gehört der Spektralklasse L2 an.